# 大井浩二
大井 浩二（おおい こうじ、1933年10月1日 - ）は、日本のアメリカ文学者。関西学院大学名誉教授。

## 人物・来歴
高知県生まれ。1956年大阪外国語大学英語学科卒業、1958年旧東京都立大学大学院英文科修士課程修了。大阪外国語大学助教授、神戸女学院大学助教授、関西学院大学教授、2002年定年退任、名誉教授、神戸女子大学教授。2007年退職。

## 著書
- 『英語のミステイク』（創元社） 1967
- 『英語のユーモア』（創元社） 1968
- 『アメリカ自然主義文学論』（研究社出版） 1973
- 『ナサニエル・ホーソン論』（南雲堂） 1974
- 『アメリカの神話と現実 パリントン再考』（研究社選書） 1979
- 『フロンティアのゆくえ 世紀末アメリカの危機と想像』（開文社叢書） 1985
- 『金メッキ時代・再訪 アメリカ小説と歴史的コンテクスト』（開文社出版） 1988
- 『美徳の共和国 自伝と伝記のなかのアメリカ』（開文社叢書） 1991
- 『ホワイト・シティの幻影 シカゴ万国博覧会とアメリカ的想像力』（研究社出版） 1993
- 『手紙のなかのアメリカ <新しい共和国>の神話とイデオロギー』（英宝社） 1996
- 『センチメンタル・アメリカ 共和国のヴィジョンと歴史の現実』（関西学院大学出版会） 2000
- 『日記のなかのアメリカ女性』（英宝社） 2002
- 『アメリカのジャンヌ・ダルクたち 南北戦争とジェンダー』（英宝社ブックレット） 2005
- 『旅人たちのアメリカ コベット、クーパー、ディケンズ』（英宝社） 2005
- 『南北戦争を語る現代作家たち アメリカの終わりなき《戦後》』（英宝社ブックレット） 2007
- 『エロティック・アメリカ ヴィクトリアニズムの神話と現実』（英宝社） 2013
- 『内と外からのアメリカ - 共和国の現実と女性作家たち』（英宝社） 2016
- 『米比戦争と共和主義の運命: トウェインとローズヴェルトと《シーザーの亡霊》』（彩流社） 2017
- 『ヴィクトリアン・アメリカのミソジニー タブーに挑んだ新しい女性たち』（小鳥遊書房） 2021

### 共編著
- 『アメリカ伝記論』（編、英潮社） 1998.6
- 『スモールタウン・アメリカ』（共著、英宝社） 2003.8
- 『都市産業社会の到来 1860年代 - 1910年代』（佐々木隆共編、東京大学出版会、史料で読むアメリカ文化史） 2006.3

## 翻訳
- 『マザーズ・キス』（ブルース・ジェイ・フリードマン、筑摩書房） 1970
- 『アメリカの息子たち 二十世紀黒人作家論』（E・マーゴリーズ、研究所叢書） 1971
- 『ブルックリン橋 事実と象徴』（アラン・トラクテンバーグ、研究社出版） 1977.6
- 『フンボルトの贈り物』（ソール・ベロー、講談社） 1977.10
- 『コニー・アイランド 遊園地が語るアメリカ文化』（ジョン・F・キャソン、開文社出版） 1987.5
- 『ジャングル』（アプトン・シンクレア、松柏社、アメリカ古典大衆小説コレクション） 2009.6